# 藤原聖侑
藤原 聖侑（ふじわら せいゆう、1996年7月3日 - ）は、日本の男性声優。兵庫県出身。ステイラック所属。

## 略歴
大阪アニメーションスクール専門学校（現：大阪アニメ・声優＆eスポーツ専門学校）卒業。2017年にステイラック附属声優・俳優養成所のFollow-Upに入所し、2019年よりステイラックに所属。

## 人物
趣味・特技としてカードゲーム、筋トレ、読書、バスケットボールを挙げている。

## 出演

### テレビアニメ
2019年
- 異世界チート魔術師（魔術兵、バーテン、盗賊、見張り、冒険者 他）
- 手品先輩（生徒）
- FAIRY TAIL（魔導士）
- かつて神だった獣たちへ（兵士C）
- 真・中華一番!（観客、男たち）
- ACTORS -Songs Connection-（学生）

2020年
- 痛いのは嫌なので防御力に極振りしたいと思います。（2020年 - 2023年、三人組B、プレイヤー2、斧使い、プレイヤーB、ギルドマスター2 他） - 2シリーズ
- アルテ（親方、大工、男、徒弟、息子 他）
- トミカ絆合体 アースグランナー（2020年 - 2021年、オイラー、ゴレイム）
- アラド:逆転の輪（副官）
- 恋とプロデューサー〜EVOL×LOVE〜（戦闘員）
- NOBLESSE -ノブレス-（軍人1）

2021年
- 装甲娘戦機（団員）
- 擾乱 THE PRINCESS OF SNOW AND BLOOD
- 憂国のモリアーティ（強盗、ヤード）
- キングダム（2021年 - 2024年、魏兵D、玉鳳隊員B、沛浪、慶、黒金 他） - 3シリーズ
- SCARLET NEXUS（コメンテーター）
- ルパン三世 PART6（男2）
- takt op.Destiny（兵士）

2022年
- ハコヅメ〜交番女子の逆襲〜（チンピラ）
- 進撃の巨人（イェーガー派、マーレ兵、義勇兵、エルディア兵）
- 幻想三國誌 -天元霊心記-（賊徒）
- 遊☆戯☆王ゴーラッシュ!!（2022年 - 2025年、作業員A、観客、MIK隊員A、宇宙人B、ミノ八郎 他）
- BORUTO-ボルト- NARUTO NEXT GENERATIONS（イワナ）
- 境界戦機（北米軍兵士）
- プリマドール（兵士）
- 最近雇ったメイドが怪しい（サラリーマンB、保護者B）
- 勇者パーティーを追放されたビーストテイマー、最強種の猫耳少女と出会う（ゴブリンB）

2023年
- とんでもスキルで異世界放浪メシ（御者、コボルト、オルトロス、オークキング）
- デッドマウント・デスプレイ（隊長）
- 魔法使いの嫁 SEASON2（ロイ、転変した魔術師、門番） - 2シリーズ
- 王様ランキング 勇気の宝箱（野獣、騎士、兵士）
- 鬼滅の刃 刀鍛冶の里編
- 【推しの子】（音楽プロデューサー）
- 呪術廻戦 懐玉・玉折/渋谷事変（紙袋呪詛師）
- るろうに剣心 -明治剣客浪漫譚- (2023)（剣客警官、民権壮士、隊員）
- ダークギャザリング（霊）
- B-PROJECT〜熱烈*ラブコール〜（映画監督、スタッフ、製作委員会、ラーメン店店主、ライター 他）
- SHY（回想の声）
- 薬屋のひとりごと（2023年 - 2025年、武官、部下、作業場の男、子族兵） - 2シリーズ
- SPY×FAMILY（毒霧使い）

2024年
- 魔都精兵のスレイブ（ゲーム音声B、同級生の兄、クマ）
- 勇気爆発バーンブレイバーン（レーダー員、連絡員、護衛艦まや水測員、ATF隊員B・D、操舵員）
- BEYBLADE X（マッチョ）
- ぶっちぎり?!（男子A、シグマスクワッド、NG BOYS A）
- 葬送のフリーレン（受験者）
- 終末トレインどこへいく?（マレーグマ、序二段）
- 喧嘩独学（生徒）
- 夏目友人帳 漆（渋面の妖怪、案山子、頭布の妖怪）
- らんま1/2 (2024)（男子、男子生徒、部員、同心）
- ダンダダン（男）
- ネガポジアングラー（レポーター）
- 七つの大罪 黙示録の四騎士

2025年
- 妖怪学校の先生はじめました!（隣のおじいさん）
- 不遇職【鑑定士】が実は最強だった（領民）
- クラシック★スターズ（教員、記者）
- ばいばい、アース（貴族、神官、剣士）
- TO BE HERO X（パンフ―、警備員）
- ネクロノミ子のコズミックホラーショウ
- まったく最近の探偵ときたら（西野）

### 劇場アニメ
- すずめの戸締まり（2022年）
- 機甲英雄 劇場版 我與我等於無限大（2023年、多普斯）

### Webアニメ
- ぶらどらぶ（2021年、生徒）
- ULTRAMAN（2022年、ディラー星人）
- いのち、暮らしを、まもる人（2022年、島民[28]）
- BASTARD!! -暗黒の破壊神-（2022年 - 2023年、城兵、大臣、ダイ＝アモンの部下、ゴブリン兵 モヒ[29] 他） - 2シリーズ[一覧 5]
- 爆丸エボリューションズ（2022年、悪党B）
- サイバーパンク エッジランナーズ（2022年、トラウマチーム、MILITECH SOLDIERS）

### ゲーム
- BUSTAFELLOWS（2019年）[30]
- 龍が如く7 光と闇の行方（2020年）
- オランピアソワレ（2020年）[31]
- CARAVAN STORIES（2021年、ハッカイ[32]）
- 龍が如く7外伝 名を消した男（2023年）

### ドラマCD
- DIG-ROCK Impish Crow Vol.3[33]

### ラジオドラマ
- きくドラ〜ラジオドラマで聴く名作文学 シェイクスピア「テンペスト（あらし）」[34]

### オーディオブック
- 屍人荘の殺人（明智恭介）
- 夢をかなえるゾウ4 ガネーシャと死神（医師[35]）

### デジタルコミック
- ボイスラ!!（2019年、ヤンキー（黒髪））[36]
- オメガの婿取り（2022年、見合い相手1、若衆3[37]）
- 愛追うふたり（2022年、男性客C）[38]
- 美女と野獣の死亡フラグが立っている悪役に転生したけど、魔法使いと恋に落ちそうです!?（2023年、村人）[39]
- みずぽろ（2024年、山城[40]）

### 吹き替え

#### 映画
- オーヴァーロード[41]
- コカイン・ベア（ダヴィード〈オシェア・ジャクソン・Jr〉）
- ザ・コンクエスト シベリア大戦記（イメノエン）[42]
- ジェントルマン（チャンモ〈カン・ホンソク〉[43]）
- セイビング・レニングラード 奇跡の脱出作戦（ロシア語版）（ヴァディム・ペトルーチク[44]）
- ハンターキラー 潜航せよ（マッカウ[45]）
- フォールガイ[46]
- ワイルドリング（ローレンス）

#### ドラマ
- キャット 〜私のママは首相〜
- ギャップ・ザ・シリーズ（司会者）
- JAILERS/ジェイラーズ（コカーダ）
- スイート・マグノリアス（ハーラン・ビグスビー）
- POWER/パワー ブックII:ゴースト[47]
- ビューティ・イン・ブラック（カルヴィン〈シャノン・ウォレス〉）
- プロジェクト・ランウェイ17（アファ[48]）
- ボバ・フェット/The Book of Boba Fett

#### アニメ
- トランスフォーマー/ONE[49]
- FRUIT NINJA（ふんころがしキング）
- 龍族 -The Blazing Dawn-（学生）

### 特撮
- 仮面ライダーガッチャード（2023年 - 2024年、ゴリラセンセイの声[50]、ホークスターの声）

### シリーズ一覧
1. ↑  第1期（2020年）、第2期『2』（2023年）
2. ↑  第3シリーズ（2021年）、第4シリーズ（2022年）、第5シリーズ（2024年）
3. ↑  第1クール（2023年）、第2クール（2023年）
4. ↑  第1期（2023年 - 2024年）、第2期（2025年）
5. ↑  第1期（2022年）、第2期『地獄の鎮魂歌編』（2023年）